# 駝背太陽魚
駝背太陽魚（學名：Lepomis gibbosus）又名瓜仁太陽魚（英語：pumpkinseed），為太陽魚科太陽魚属的一個種。

## 分布
本魚分布於美國南卡羅來納州至加拿大魁北克省間的溪流及湖泊中，並引入某些國家。

## 特徵
本魚體健壯，體橢圓形，呈黃棕色，魚體上佈滿了藍綠色的閃光斑點，腹部呈黃色，頭和鰓蓋上都有波形線。「耳蓋」為黑色；後部邊緣為淡紅色，淡紅色在產卵期時變深。背鰭硬棘10至12枚；背鰭軟條10至12枚；臀鰭硬棘3枚；臀鰭軟條8至11枚；脊椎骨28至30枚。體長可達40公分。

## 生態
本魚棲息於緩動性溪流的靜止池水、湖泊與池塘。常在植物的附近出現，屬肉食性，以水生昆蟲與小型甲殼類動物為食。

## 經濟利用
為著名的遊釣魚，可食用，也可做觀賞魚。